# حظر الإنترنت في إيران عام 2025

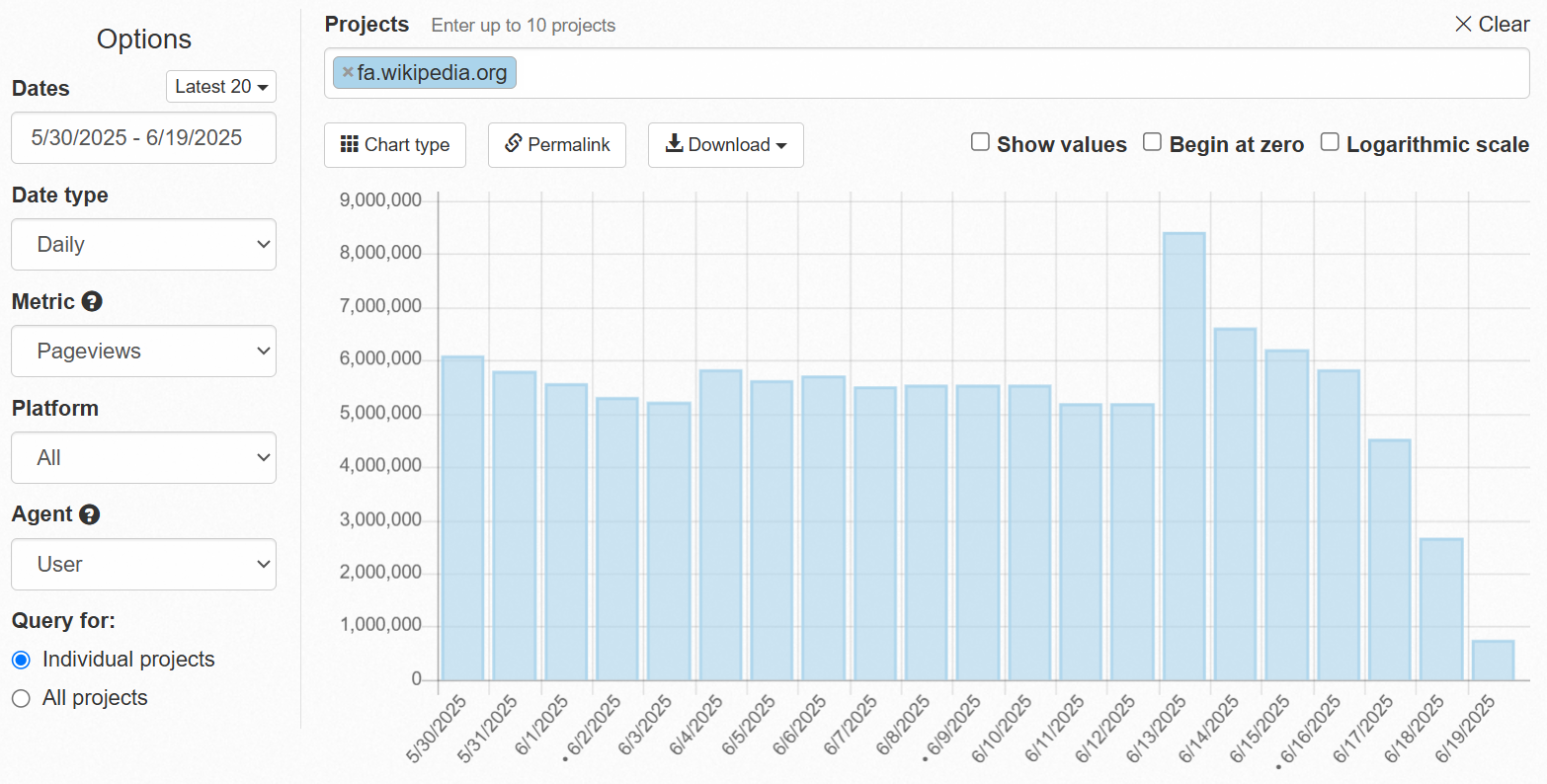
من بداية شهر يونيو، يمكن ملاحظة تقريبًا متوسط عدد المشاهدات اليومية. في 13 يونيو، يظهر ارتفاع بسبب اندلاع الحرب، وفي 19 يونيو، يظهر انخفاض حاد في المشاهدات، من حوالي 8.5 مليون إلى 740,000 مشاهدة يوميًا نتيجة لحظر الإنترنت

حظر الإنترنت في إيران عام 2025 هو إجراء تم اتخاذه في الأسبوع الأول من الحرب بين إيران وإسرائيل، حيث أوقفت البلاد خدمة الإنترنت في جميع أنحاء البلاد.بسبب استعمال إسرائيل شبكة ستار لينك والشبكه المحلية لتسيير مسيرات لتضرب العمق الإيراني قامت الحكومة الإيرانية بحجب الوصول إلى الإنترنت، مما أدى إلى انخفاض استخدام الإنترنت في إيران بنسبة 97%. وقد أدى هذا إلى انقطاع الإيرانيين عن العالم الخارجي. وبحسب تك كرانش فإن الحملة توسعت. وفقًا لخبير الأمن السيبراني أمير رشيدي، فإن الحكومة الإيرانية تنظر إلى الإنترنت على أنه "عدو" وتسعى إلى "السيطرة عليه وقمعه".
لقد قامت إيران تاريخيًا بحجب الإنترنت لقمع الاحتجاجات، وقد فعلت ذلك في عام 2019 وكذلك في عام 2022. من عام 2022 إلى عام 2024، حظرت إيران أيضًا تطبيق واتساب و جوجل بلاي أثناء احتجاجات مهسا أميني. وأدى حجب إيران للإنترنت تاريخيًا إلى تكاليف اقتصادية "ضخمة".
فتحت الحكومة الإيرانية تطبيق ستارلينك مزيفًا طُعمًا للتجسس على المواطنين. كما قامت بنشر بعض المعلومات المضللة لمنع الانشقاق داخل صفوفها. حثت الحكومة المواطنين الإيرانيين على حظر تطبيق واتساب، مدعية أنه برنامج تجسس إسرائيلي، وهو الادعاء الذي اكدة الكونجرس الأمريكي ومنع من موظفية من أستعمالة. بالإضافة إلى ذلك، تم حظر الوصول إلى وسائل التواصل الاجتماعي بسبب نشر الإسرائيلين معلومات مظللة عن الحكومة

## ملخص

### التاريخ والمنطق
في عام 2019، فرضت إيران انقطاعًا للإنترنت. ومن عام 2022 إلى عام 2024، حظرت الحكومة الإيرانية تطبيق واتساب وجوجل بلاي أثناء احتجاجات مهسا أميني.
في عام 2019، نفذت إيران إغلاقًا للإنترنت لمدة أسبوع خلال احتجاجات "نوفمبر الدامي"، والتي شهدت خسارة حوالي 1500 شخص. وكان هذا التعطيل جزءًا من استراتيجية أكبر لتقييد انتشار المعلومات المتعلقة بالاحتجاج ومنع تنسيق المظاهرات. وبررت الحكومة الإيرانية إغلاق الإنترنت كوسيلة للسيطرة على انتشار المعلومات ومنع الاضطرابات، في حين انتقده المراقبون الدوليون باعتباره أداة للقمع. وقد تم ذلك بهدف ضمان السيطرة على رواية الحكومة ونشرها. ومع ذلك، تمكن بعض الإيرانيين من تجاوز الضوابط والإبلاغ عما كان يحدث للعالم الخارجي.
بالإضافة إلى ذلك، أنشأت إيران شبكة المعلومات الوطنية (NIN)، وهو نظام إنترانت وطني مصمم لمنح الحكومة سيطرة أكبر على الوصول إلى الإنترنت ومراقبته. تسمح هذه البنية التحتية للحكومة بفرض "حظر تجول رقمي"، مما يقيد الوصول إلى الإنترنت في مناطق معينة أو خلال أوقات الاضطرابات المتزايدة، مما يعيق بشكل فعال الاتصالات وتنظيم الاحتجاجات.
وقالت وكالة أسوشيتد برس إن إيران اعتمدت على المراقبة الإلكترونية ورقابة الإنترنت لفرض قوانين الحجاب الإلزامي وقمع الاحتجاجات. ونشرت الحكومة طائرات بدون طيار، وبرامج التعرف على الوجه، وتطبيقًا للهواتف المحمولة يسمى "ناظر" لمراقبة النساء في الأماكن العامة، في حين شجعت المواطنين على الإبلاغ عن الانتهاكات. وكانت هذه التدابير جزءًا من استراتيجية أوسع للسيطرة على المعارضة والحد من الوصول إلى المعلومات، خاصة بعد اندلاع الاحتجاجات في أعقاب اعتقال ومقتل مهسا أميني عام 2022. كما فرضت الحكومة قيودًا على منصات التواصل الاجتماعي وقطعت الإنترنت لتعطيل تنظيم الاحتجاجات. ومن خلال هذه التكتيكات، ذكرت وكالة أسوشيتد برس أن إيران تسعى إلى تعزيز سيطرتها على السكان وقمع المعارضة.
وذكرت هيئة الإذاعة البريطانية بي بي سي، أنه بسبب سيطرة الحكومة الإيرانية على وسائل الإعلام، أصبح الإنترنت أحد المنصات القليلة التي يستطيع الإيرانيون من خلالها التعبير عن أنفسهم بحرية. وفي تقرير البي بي سي قيل أيضًا إن حجب الإنترنت كان "أداة فعالة تضر بشدة بقدرة المتظاهرين على التنظيم والتواصل وإعلام العالم الخارجي". وأضاف التقرير أن "هذا القرار يحمل أيضًا تكلفة باهظة على الاقتصاد الإيراني والشركات والخدمات العامة".

### الحدث الحالي
في الأسبوع الأول من الحرب بين إيران وإسرائيل، انقطعت شبكة الإنترنت عن الإيرانيين. تم تقليص إمكانية الوصول إلى الإنترنت في البداية قبل أن يتم حظره بالكامل تقريبًا. وذكرت شبكة إن بي سي أن هذا أدى إلى فصل الإيرانيين عن العالم الخارجي وكان بمثابة أداة تستخدم في أوقات الاضطرابات المدنية. خلال الأيام الأولى من الحرب بين إيران وإسرائيل، أفادت التقارير أن ملايين الإيرانيين تابعوا المنظمات والشخصيات الإسرائيلية، متجاوزين الرقابة الحكومية على الإنترنت. أفادت منظمات مراقبة الإنترنت، NetBlocks وCloudflare Radar، بانخفاض حاد في الاتصال بالإنترنت في إيران في 17 يونيو. وبحسب ما ورد في صحيفة نيويورك تايمز، انخفض عرض النطاق الترددي للإنترنت بنسبة 80%. كما قدمت منظمة IODA أدلة تشير إلى أن استخدام الإنترنت في إيران قد انهار إلى 97% تحت المستويات الطبيعية. صرحت إيران أن انقطاع التيار الكهربائي جاء ردًا على الهجمات الإلكترونية الإسرائيلية. أفاد موقع TechCrunch أن انقطاع الإنترنت تفاقم في 18 يونيو مقارنة باليوم السابق. وفقًا لـ MSN، فإن ممارسة قطع الإنترنت في إيران تتم بسبب الاضطرابات المدنية.
وقالت قناة DW إن "الإنترنت في إيران بمثابة شريان الحياة على الرغم من الرقابة". قال خبير الأمن السيبراني أمير رشيدي إن إيران تعتبر الإنترنت عدوًا وتسعى للسيطرة عليه وقمعه. وذكرت قناة DW أن النظام الإيراني ينشر معلومات مضللة "للتلاعب نفسيا بالمجتمع، حتى لا يدير أعضاء النظام ظهورهم له".
وفي خضم انقطاع الكهرباء، أفادت التقارير أن النظام المصرفي الإيراني انهار، وفقًا لـ"إيران إنترناشيونال". ومع ذلك، أعلن البنك المركزي الإيراني أن النظام المصرفي "يعمل بشكل طبيعي".
حثت إيران مواطنيها على حذف تطبيق واتساب، مدعية أن المعلومات يتم مشاركتها مع إسرائيل. ومع ذلك، وفقًا لمجلة تايم، لم تقدم إيران أي دليل لإثبات هذه الادعاءات.
نفت واتساب مزاعم إيران، قائلةً: "نخشى أن تُستخدم هذه التقارير الكاذبة كذريعة لحظر خدماتنا في وقتٍ يحتاجها الناس بشدة". وأضافت الشركة: "لا نوفر معلوماتٍ مُجمّعة لأي حكومة".
كما تم حظر تطبيقات التواصل الاجتماعي الأخرى، مثل تيليجرام، وإكس، وإنستغرام، في إيران. وفقًا لمجلة تايم، يستخدم ملايين الإيرانيين هذه التطبيقات المحظورة عبر شبكات VPN.
وبحسب شبكة إن بي سي، دعا مستخدمو الإنترنت إيلون ماسك إلى التدخل وتوفير إمكانية الوصول إلى الإنترنت للإيرانيين عبر ستارلينك. وقامت الحكومة بإنشاء تطبيق ستارلينك مزيف ليكون بمثابة "طُعم" للتجسس على الإيرانيين.